# Сборная Мадагаскара по футболу (до 20 лет)
Сборная Мадагаскара по футболу до 20 лет — национальная команда, представляющая Мадагаскар в своей возрастной категории. Управляющей организацией является Малагасийская федерация футбола, имеющей членство в ФИФА, КАФ и КОСАФА. Футболисты из Мадагаскара в возрасте 20 лет один раз становились чемпионами КОСАФА.

## История
Впервые сборная Мадагаскара до 20 лет выступила на международном уровне в рамках чемпионата КОСАФА в 1999 году в ЮАР. С тех пор команда неоднократно участвовала в турнире, но завоёвывала трофей лишь однажды — в 2005 году, обыграв с минимальным счётом в решающем матче Лесото благодаря голу Раджаонисона Тойониайна. В 2007 году команда стала обладателем бронзовых наград. Ещё трижды островитяне занимали четвёртое место (2009, 2010, 2019). Лучшим бомбардиром турнира 2005 года был малагасиец Памфил Рабефитиа (8 голов), а лучшим игроком — Клаудио Рамиадаманана.
Дебют Мадагаскара в квалификации Кубка африканских наций состоялся в 2001 году, В предварительном раунде команда обыграла Реюньон, но на следующем этапе уступила Малави. В дальнейшем Мадагаскар участвовал ещё в двух кампаниях (2003, 2007), но выйти в основной этап Кубка африканских наций команде не удавалось. С 2009 года Мадагаскар не участвует в отборочных этапах к главному африканскому футбольному турниру для игроков до 20 лет, пропустив в общей сложности 9 квалификаций подряд (по состоянию на октябрь 2024 года).
В феврале 2020 году мадагаскарская сборная была приглашена для участия в Арабском кубке. На турнире в Саудовской Аравии команда не смогла преодолеть групповой этап. Первая игра завершилась победой малагасийцев над Джибути (4:3), но в следующих матчах дебютанты турнира уступили Бахрейну (4:5) и Марокко (1:2).

## Достижения
- Чемпион КОСАФА (до 20 лет): 2005

## Результаты выступлений
| Кубок африканских наций (до 20 лет) | Кубок африканских наций (до 20 лет) | Кубок африканских наций (до 20 лет) | Кубок африканских наций (до 20 лет) | Кубок африканских наций (до 20 лет) |
| Год                                 | Результат                           |                                     | Год                                 | Результат                           |
| ----------------------------------- | ----------------------------------- | ----------------------------------- | ----------------------------------- | ----------------------------------- |
| 1979                                | не участвовала                      | 2003                                | не прошла квал.                     |                                     |
| 1981                                | не участвовала                      | 2005                                | не участвовала                      |                                     |
| 1983                                | не участвовала                      | 2007                                | не прошла квал.                     |                                     |
| 1985                                | не участвовала                      | 2009                                | не участвовала                      |                                     |
| 1987                                | не участвовала                      | 2011                                | не участвовала                      |                                     |
| 1989                                | не участвовала                      | 2013                                | не участвовала                      |                                     |
| 1991                                | не участвовала                      | 2015                                | не участвовала                      |                                     |
| 1993                                | не участвовала                      | 2017                                | не участвовала                      |                                     |
| 1995                                | не участвовала                      | 2019                                | не участвовала                      |                                     |
| 1997                                | не участвовала                      | 2021                                | не участвовала                      |                                     |
| 1999                                | не участвовала                      | 2023                                | не участвовала                      |                                     |
| 2001                                | не прошла квал.                     | 2025                                | не участвовала                      |                                     |